# Исмаил Арамаз
Исмаил Арамаз (на турски: Ismail Aramaz) е турски дипломат, посланик на Турция в България от 14 декември 2010 г. до декември 2013 г.

## Биография
Исмаил Арамаз е роден през 1960 година в град Адана, Турция. Завършва колежа „Уестминстър“, магистър по международни отношения в Лондонското училище по икономика, Англия.

### Кариера
Между 1986 и 1989 г. е стажант-дипломат в Главна дирекция „Източна Европа“ към Министерство на външните работи в Анкара.
През 1989-1990 г. е вицеконсул в Генералното консулство на Турция в Джеда, Саудитска Арабия. През 1990-1992 г. е трети секретар в Постоянното представителство по Конференцията за сигурност и сътрудничество в Европа и Договора за конвенционалните сили в Европа, Виена.
Втори секретар в Посолството на Турция в Алмати, Казахстан (1992-1995). Първи секретар в Дирекцията по разоръжаването, МВнР, Анкара (1995-1997). Съветник в Постоянното представителство при НАТО, Брюксел (1997-2001).
През 2001-2002 г. става началник на отдел „Кавказ и Средна Азия“, МВнР, Анкара. Политически съветник в командването на ИСАФ, Кабул, Афганистан (2002-2003). Началник на отдел „Международни политически организации“, МВнР, Анкара (2003). Заместник постоянен представител в Постоянното представителство при НАТО в Брюксел (2003-2007). Заместник генерален директор „Международни политически организации“ към МВнР в Анкара (2007-2010).
След службата си в посолството на Турция в София е изпратен като посланик на Турция в Афганистан (2013-2014).